# (233) Astérope
(233) Astérope es un asteroide perteneciente al cinturón de asteroides descubierto por Alphonse Louis Nicolas Borrelly desde el observatorio de Marsella, Francia, el 11 de mayo de 1883.
Está nombrado por Astérope o Estérope, una de las Pléyades en la mitología griega.

## Características orbitales
Astérope orbita a una distancia media del Sol de 2,66 ua, pudiendo acercarse hasta 2,392 ua. Su excentricidad es 0,1008 y la inclinación orbital 7,682°. Emplea 1585 días en completar una órbita alrededor del Sol.